# Dependensmarkering
Dependensmarkering (Engels: dependent-marking) is in de syntaxis het verschijnsel dat de grammaticale markeerders die de relaties tussen de verschillende constituenten in een zin of zinsdeel aangeven eerder bij de afhankelijke elementen - de dependenten en de bepalende woorden worden geplaatst dan bij het hoofd van de zin of het zinsdeel. Dit is het tegenovergestelde van hoofdmarkering. Talen worden mede op grond hiervan typologisch onderscheiden.

## Naamwoord- en werkwoordgroepen
In naamwoordgroepen is het zelfstandig naamwoord het hoofd en kunnen bijv. lidwoorden, bijvoeglijke naamwoorden, bezittelijke voornaamwoorden enz. de dependenten zijn. In werkwoordgroepen is het werkwoord het hoofd en zijn de argumenten de dependenten. 

## Voorbeelden
Een voorbeeld van een naamwoordgroep met dependensmarkering in het Nederlands is het zinsdeel Kims huis. Hierin is huis het syntactische hoofd en Kims de dependens, die zich middels een markeerder (-s) richt naar huis.
Een voorbeeld van een taal met sterke dependensmarkering is het Japans, waar vrijwel elk zinsdeel wordt gemarkeerd naargelang de grammaticale functie (onderwerp, object, complement enz.). Daarentegen bevat het Japanse werkwoord helemaal geen morfologische markeerders (affixen) om meer informatie over de argumenten weer te geven (persoon, geslacht, getal enz.):
| 画家    | が         | 絵         | を                | 描いた     |
| gaka    | -ga        | e          | -o                | kaita      |
| artiest | -onderwerp | schilderij | -lijdend voorwerp | schilderde |

Ook talen met naamvallen kennen tot op zekere hoogte dependensmarkering. Voorbeelden hiervan zijn het Latijn, Tsjechisch, Duits en Tamil.